# Warka (stacja kolejowa)
Warka – stacja kolejowa PKP Polskich Linii Kolejowych zlokalizowana między ulicami Grójecką (Droga wojewódzka nr 730) i Kolejową, w Warce, w powiecie grójeckim, w województwie mazowieckim, w Polsce.
Według klasyfikacji PKP ma kategorię dworca lokalnego.

## Ruch pasażerski[4]
| Rok  | Wymiana pasażerska na dobę |
| ---- | -------------------------- |
| 2017 | 1000-1500                  |
| 2018 | 1000-1500                  |
| 2019 | 1500-2000                  |
| 2020 | 1000-1500                  |
| 2021 | 1000-1500                  |
| 2022 | 1600                       |
| 2023 | 1600                       |

## Opis obiektu
Na stację składają się:

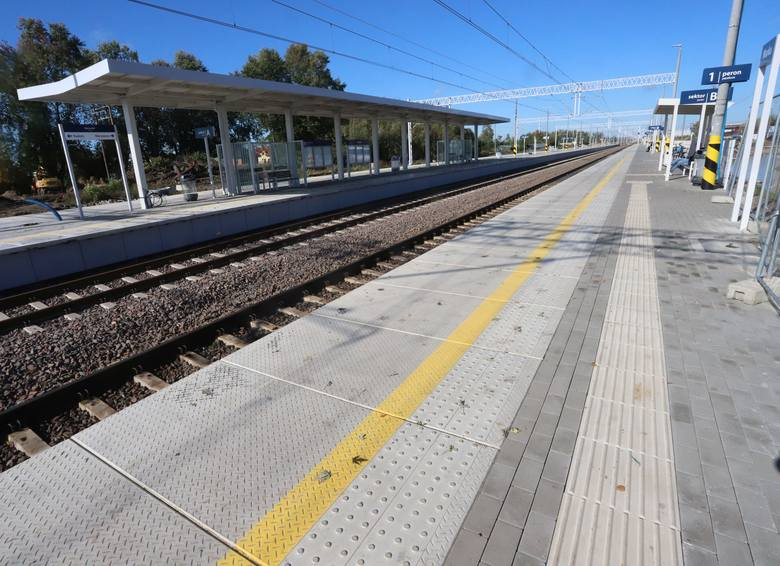
Stacja kolejowa po remoncie

- Dworzec z kasami biletowymi, toaletą, bezpłatną siecią Wi-Fi, informacją dla podróżnych oraz poczekalnią[9]
- Dwa perony – jednokrawędziowy, 240-metrowy przy torze w kierunku Chynowa oraz dwukrawędziowy, 300-metrowy przy torze w kierunku Radomia[10]
- Wiaty przystankowe
- Ścieżki dotykowe
- Słupy oświetleniowe
- Ławki
- Przejście podziemne z pochylniami
- System monitoringu i nagłośnienia
- System informacji pasażerskiej
- Tablice informacyjne
- Biletomat KM[11]

Niedaleko stacji, przy ulicy Kolejowej, znajduje się także parking.

## Połączenia
Ze stacji można dojechać elektrycznymi pociągami podmiejskimi do Skarżyska-Kamiennej, Radomia, Piaseczna oraz Warszawy.
| Linia | Przewoźnik         | Trasa |
| R80   | Koleje Mazowieckie | W-wa Gdańska – W-wa Młynów – W-wa Zachodnia – W-wa Służewiec – Piaseczno – Czachówek Płd. – Warka – Radom Gł.                                      |
| RE80  | Koleje Mazowieckie | W-wa Wschodnia - W-wa Gdańska – W-wa Młynów– W-wa Zachodnia – W-wa Służewiec – Piaseczno – Czachówek Płd. – Warka – Radom Gł. – Skarżysko-Kamienna |